# Igualtat de gènere a Ruanda
La igualtat de gènere a Ruanda es remunta al conflicte tribal i el posterior genocidi de l'any 1994, en el qual milers d'hutus perderen la vida, almenys un quart de milió de dones violades i més de 95.000 infants morts. Al final de l'horror, la majoria dels aproximadament sis milions de ruandesos supervivents eren dones, el 80% de la població. Amb l'ajuda de col·lectius femenins de la societat civil, el Parlament va implementar algunes de les polítiques més sensibles amb la dona que existeixen al món.
Moltes dones abandonaren feines lucratives a l'estranger per retornar al seu país després del genocidi. Un dels exemples és l'advocada Alice Urusaro Karekezi, la qual lluità per tal que la violència sexual es castigués com a crim de guerra.
L'any 1999, donant l'esquena a la tradició, es va disposar que les dones tinguessin dret a heretar en successions intestades; les filles dels camperols, fins llavors privades dels seus drets en favor dels germans, es convertien així en propietàries. Reformes posteriors permeteren que les dones utilitzessin les seves terres com a garantia per a l'obtenció de préstecs. Se'ls va concedir el dret a obrir comptes bancaris sense permís del marit, un pas més en el foment de la seva independència econòmica. Es va prioritzar l'educació de les nenes amb programes que ampliaven la seva presència en les universitats i incentivaven que les joves cursessin estudis liderats tradicionalment pels homes.
Ruanda, tot i ser un país que tractava la dona com una propietat sense més funció que la de procrear, ha passat a ser una nació la Constitució de la qual exigeix que almenys el 30% dels càrrecs electes siguin ocupats per dones. Des del 2003 Ruanda sempre ha tingut la major proporció parlamentària femenina del món; actualment es xifra en un 61% a la Cambra Baixa. Quatre dels set magistrats del Tribunal Suprem ruandès són dones, entre elles la seva vicepresidenta.
La presidència continua sent terreny masculí (des de l'any 2000 l'ocupa Paul Kagame, l'exmilitar de les forces del qual acabaren amb el genocidi), però les dones lideren 13 dels 26 ministeris del Govern de Ruanda. Amb el seu Front Patriòtic Ruandès, Kagame (figura autoritària per uns, líder visionari per altres) abanderà la voluntat de formar una nova identitat nacional que ha expurgat qualsevol menció d'hutus i tutsis i ha donat passos de gegant cap a la igualtat de gènere.
D'aquesta manera, en tan sols una generació els valors i les expectatives de Ruanda amb relació a la dona i l'esfera pública han canviat. Hi ha dones amb ales posicions governamentals, en la conformació de lleis i polítiques se suma el seu efecte inspiradores, etc. En moltes famílies les dones constitueixen el principal ingrés econòmic que les sustenten Fins i tot, es poden trobar lideratges en les diverses comunitats per part de dones, ja que, alhora, gaudeixen d'un referent polític femení.
El marc legal i polític de Ruanda i la xifra de ruandeses en llocs de poder són molt grans. Només que les dades també oculten una veritat complexa i obscura sobre les limitacions de canviar el món a cop de llei. En aquest país les dones no lluitaren pels seus drets al carrer; els aconseguiren per la via legislativa, donant per fet que les reformes es farien extensives a la ciutadania i cristalitzarien en la societat. Tanmateix, la societat no ha canviat el suficient com per, a tall d'exemple, no necessitar una quota legal del 30% per garantir una robusta presència parlamentària femenina. Així, cal destacar que les relacions de gènere dins la família no han canviat al mateix ritme que les polítiques governamentals. Els casos il·lustratius poden ser els de les parlamentàries: la majoria, en l'esfera familiar segueixen desenvolupant la totalitat de les tasques domèstiques, ja que la mentalitat dels seus marits no ha evolucionat. És per aquest motiu que es considera que el següent pas en l'evolució de Ruanda respecte al gènere és centrar-se en els homes: esdevé imprescindible implicar-los en el diàleg.
Cal destacar que en tot moment han estat les dones les líders dels esforços de desenvolupament econòmic amb perspectiva de gènere; com és el cas de Solina Nyirahabimana, ministra de Gènere i Promoció de la Família. El seu ambiciós pla té per objectiu impedir que se sembri la llavor de la discriminació, instal·lant principis d'igualtat de gènere en la infància.